# Thomas Roth (Leichtathlet)
Thomas Roth (* 11. Februar 1991) ist ein norwegischer Mittelstreckenläufer, der sich auf die 800-Meter-Distanz spezialisiert hat.
Bei den Halleneuropameisterschaften 2011 in Paris schied er im Vorlauf aus.
2012 wurde er Achter bei den Europameisterschaften in Helsinki.
Bei den Europameisterschaften 2014 in Zürich und bei den Halleneuropameisterschaften 2015 in Prag kam er nicht über die erste Runde hinaus.

## Persönliche Bestzeiten
- 800 m: 1:46,15 min, 19. Juli 2014, Heusden-Zolder
  - Halle: 1:47,26 min, 31. Januar 2015, Wien (Dusika Stadion)